# Jefferson Gomes Pessoa
Jefferson Gomes Pessoa, noto semplicemente come Jefferson (Paraíba, 2 luglio 1989), è un giocatore di calcio a 5 brasiliano.

## Carriera
Laterale difensivo trasferitosi giovanissimo in Portogallo, dal 2014 al 2017 è in forza al Benfica, dove vince un campionato, 2 coppe nazionali e 2 supercoppe. Nel 2017 passa alla Luparense , con cui vince una Supercoppa italiana. L'anno successivo, data la rinuncia della compagine patavina, passa al Real Rieti.

## Palmarès
- Campionato portoghese: 1
Benfica: 2014-15
- Taça de Portugal: 2
Benfica: 2014-15, 2016-17
- Supertaça de Portugal: 2
Benfica: 2015, 2016
- Campionato italiano: 1
Italservice: 2020-21
- Coppa Italia: 1
Italservice: 2020-21
- Supercoppa italiana: 1
Luparense: 2017
- Coppa della Divisione: 1
Real Rieti: 2018-19